# 演習場

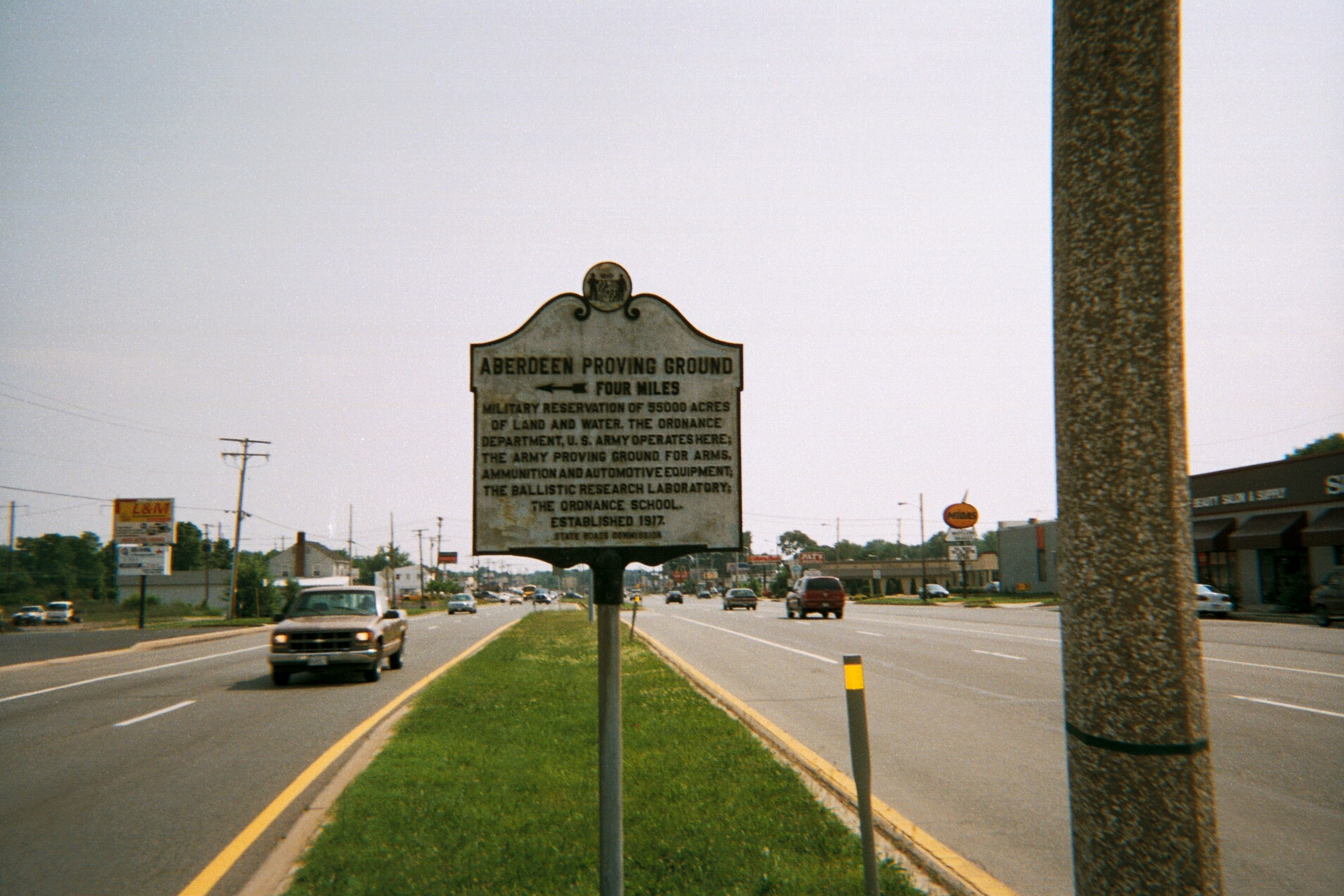
马里兰州40號公路指示牌往阿伯丁试验场方向

演習場是一座專用的軍事設施，它是專門用來測試軍事武器以及演練軍事戰術的地方。雖然演習場通常指的是由國防部門或是政府所建立的設施，有些民間企業也有他們自己的演習場而用來測試原型與新的产品技術。

## 國家地區

捷克波勒提切軍事基地的演習場

### 美國
在美国，稱之為演習場。

### 英國
在英国，稱之為訓練區。

## 外部連結
- Finnish ordnance center at mil.fi （页面存档备份，存于） (in Finnish)
- YakutiaChallenge
- Drawsko Pomorskie Training Area
- Otterburn Training Area （页面存档备份，存于）